# Tadg mac Nuadat
Tadg mac Nuadat (Tadg, figlio di Nuada) è un personaggio del ciclo feniano della mitologia irlandese. La sua ascendenza varia a seconda delle fonti, essendo "Nuada" un nome piuttosto comune nella mitologia irlandese. È detto figlio di Nuadat, capo druido alla corte del re Cathair Mor, oppure figlio dell'alto re Nuada Necht, oppure ancora figlio di Nuada Airgetlám dei Túatha Dé Danann. In tutte le fonti tuttavia è egli stesso un druido, ed è il padre di Muirne, e attraverso di lei nonno materno di Fionn mac Cumhaill.
Tadg aveva una figlia, Muirne, che era stata corteggiata da molti pretendenti, tra cui Cumhall, leader dei Fianna, ma lui li rifiutò tutti, avendo previsto che il matrimonio di sua figlia avrebbe comportato la perdita del suo seggio ancestrale. Ma Cumhall rapì Muirne, quindi Tadg fece appello al Sommo Re, Conn delle Cento Battaglie, che lo aveva messo fuorilegge e lo aveva perseguitato. Cumhall fu ucciso nella Battaglia di Cnucha per mano di Goll mac Morna, che prese il comando dei Fianna, ma Muirne era già incinta di Cumhall. Tadg la respinse e ordinò al suo popolo di bruciarla, ma Conn lo prevenne e inviò Muirne presso la protezione di un alleato.
Il figlio di Muirne, Fionn, nacque e crebbe in segreto, e quando crebbe prese la guida dei Fianna da Goll, e chiese soddisfazione per la morte di suo padre da Tadg, minacciando la guerra o il singolo combattimento se gli fosse stato rifiutato. Tadg gli offrì la sua residenza sulla collina di Almu e Fionn accettò.